# Dinotrema breviterebra
Dinotrema breviterebra är en stekelart som beskrevs av Vladimir Ivanovich Tobias 2003. Dinotrema breviterebra ingår i släktet Dinotrema och familjen bracksteklar. Inga underarter finns listade i Catalogue of Life.